# لوسیندا ویتی
لوسیندا ویتی (انگلیسی: Lucinda Whitty؛ زادهٔ ۹ نوامبر ۱۹۸۹) ورزشکار اهل استرالیا است.
وی در مسابقات کشوری و بین‌المللی در مجموع برندهٔ ۱ مدال نقره شده‌است.